# Гросвальд, Михаил Григорьевич
Михаил Григорьевич Гро́свальд (5 октября 1921 — 16 декабря 2007) — советский и российский географ, геоморфолог, один из основателей отечественной и мировой гляциологической школы, разработчик особого научного направления о покро́вных оледенениях континента́льных ше́льфов, автор нескольких фундаментальных монографий и сотен научных статей, участник Великой Отечественной войны, Заслуженный деятель науки Российской Федерации, доктор географических наук, профессор, Почётный доктор Шведской королевской академии наук (Стокгольмский университет). «Великий человек», по характеристике вице-президента Геологического общества Америки Вика Бейкера.

## Биография
Михаил Григорьевич Гросвальд родился 5 октября 1921 года в Грозном, в семье инженера нефтяных промыслов, учился в московской школе № 342, затем — в МВТУ, где ранее учились отец и старший брат. В октябре 1939 года, студентом, был призван в армию. Он служил красноармейцем 1-го прожекторного полка, а с февраля 1943 года — лейтенантом, заместителем командира батареи по политчасти. До конца войны прослужил в 544-м зенитно-артиллерийском полку.
Находясь на службе в Харькове, М. Г. Гросвальд стал слушателем факультета заочного обучения Военно-политической академии им. В. И. Ленина. Однако, незадолго до её окончания, ему напомнили, что он состоял в переписке с иностранцами, будучи эсперантистом. М. Г. Гросвальд был уволен из армии. В своей автобиографической книге он писал, что «в конечном итоге мое крушение обернулось благом. Я получил новую специальность, которая обеспечила меня увлекательной работой на последующие десятилетия».
После демобилизации весной 1950 года М. Г. Гросвальд поступил на заочное отделение географического факультета Московского государственного университета им. М. В. Ломоносова по кафедре геоморфоло́гии. А осенью того же года после успешной сдачи экзаменов и зачётов перевёлся на очное отделение второго курса. В первой половине 1950-х годов он занимался четвертичной геологией, геоморфологией, вулканизмом и неотекто́никой Саян и Тувы, где и совершил свои первые открытия, в частности, — обнаружил толщи туфоморе́н, которые помогли доказать факт подле́дных изверже́ний база́льтов и весьма древний возраст одного из четверти́чных оледенений гор Южной Сибири. Много позже, уже в конце XX в., было установлено, что Саяно-Тувинское нагорье — единственное место в Евразии, для которого по датированным ледниково-вулканоге́нным отложе́ниям (по туфам и туфоморенам) доказывается абсолютный возраст и покровный характер не менее полудесятка оледенений. Эти данные были сведены в классической монографии, и сегодня являющейся настольной книгой каждого естествоиспытателя. К данной тематике М. Г. Гросвальд возвращался в течение всей жизни и в одной из своих последних статей развил свои сорокалетней давности идеи о подледных извержениях тувинских вулканов-ту́йя (англ. Tuya).
Эти положения совсем недавно были подкреплены новыми фактическими материалами известным японским геологом Го́ро Комацу с коллегами.
Параллельно, с началом Международного геофизического года, М. Г. Гросвальд включился в программу по изучению динамики оледене́ния и географии перигляциа́льной зоны Земли Франца-Иосифа. В итоге двухлетних полевых работ участники этой экспедиции получили первую сводку по гляциологии архипела́га, увидевшую свет в коллективной монографии «Оледенение Земли Франца Иосифа» (1973). В ней содержалась характеристика морфологии ледниковых комплексов, ледникового климата, зон льдо́образования, температурного режима, движения и текто́ники ледников. Именно тогда был впервые сделан важный вывод о том, что оледенение ЗФИ убывает: за последние 30 лет архипелаг в среднем терял 3,3 куб. км льда в год. Этот вывод через 30 лет был подтвержден советским гляциологом В. С. Корякиным. Ранее же в научном сообществе поддерживалось мнение П. А. Шумского о том, что оледенение ЗФИ стационарно или даже растет.
В течение более пятидесяти лет М. Г. Гросвальд исследовал практически все ключевые районы современного и древнего оледенения Земли. Он занимался полевыми научными изысканиями на Шпицбергене, в Советской и Американской антаркти́ческих экспедициях, в Гренландии, Канадской Арктике, Японии, а также в горах Таймыра, Тянь-Шаня, Памира, Северной Якутии, Новосибирских островов, Чукотки и Кольского полуострова и во время полевых экскурсий в ледниковые районы Новой Зеландии.
Огромную роль в развитии научных представлений М. Г. Гросвальда сыграли семь экспедиций в Северном Ледовитом океане на российских атомных ледоколах, во время которых он только на Северном полюсе побывал 13 раз, на вертолётах и самолётах полярной авиации налетал тысячи киломе́тров… В результате этих экспедиций, а также многочисленных научных встреч, дискуссий с учёными из десятков стран мира, появились сотни его научных и научно-популярных публикаций, сложились научные убеждения, которые давно уже называют «палеогеографи́ческой моде́лью Гро́свальда».
Умер 16 декабря 2007 года. Похоронен на кладбище «Ракитки».

## Вклад в науку

### «Палеогеографическая модель Гросвальда» — Панарктический ледниковый покров
В середине 1970-х годов в Денвере М. Г. Гросвальд изложил свои предварительные взгляды на развитие морских ледниковых покровов — совершенно нового в то время научного понятия. Аудитория, состоявшая из видных американских палеоклиматологов, геологов и гляциологов, единогласно отметила, что автор доклада «заново переписал всю четвертичную геологию». Об этом же через год заявил и видный советский географ и геолог, академик И. П. Герасимов, тогдашний директор Института географии АН СССР. Он сказал, что М. Г. Гросвальд создал «Конце́пцию», — с большой буквы, подчеркнув при этом, что речь идет о выдвижении новой системы взглядов, о новой большой «каменоломле» фундамента́льных идей, из которой ещё долго будут добываться открытия. Вероятно, пишет А. Н. Рудой, только И. П. Герасимов в то время мог позволить себе выступить с такой оценкой. «Он был Юпи́тером, — добавляет сам М. Г. Гросвальд, — который стоял как никто другой высоко, и ничто не могло пошатнуть его авторитета, вызвать зависть» .
В своей творческой биографии сам М. Г. Гросвальд выделял пять условных хронологических этапа: начальный, завершенный в 1960-е годы, когда был сформулирован и обоснован вывод об оледенении Баренцевомо́рского шельфа; второй, 1970-е годы, когда на па́леогляциологи́ческую карту Арктики был нанесён Карский ледниковый щит и ледниковый покров Евразии в целом, а также впервые был введён термин «Еврази́йский (вместо „Европейского“) ледниковый покров»; третий этап (1970-80-е годы) ознаменовался «рождением» Панаркти́ческого ледникового покрова, возникшего в результате объединения наземных, морских и плавучих ледников в це́лостную динамическую систему антаркти́ческого типа. В журнале «Science», в публикациях по американскому проекту КЛИМАП, этот покров был назван новой, самой поразительной, чертой ледниковой палеогеографии Земли. Панаркти́ческий ледниковый покров М. Г. Гросвальда нашёл своё отражение на системе карт Атласа снежно-ледовых ресурсов мира (1997 год).
Четвёртый этап в научной деятельности М. Г. Гросвальда стал временем «территориальной экспансии» оледенения для Арктической и Притихоокеа́нской России. Реконструкция Охо́тского покрова вместе с наблюдениями на берегах Бе́рингова пролива и в Японии, а также с итогами работ бурового судна JOIDES Resolution в Северной Пацифике позволили пересмотреть существующие реконструкции палеокли́матов и оледенения всей северной части Ти́хого океана.

### Евразийские гидросферные катастрофы и оледенение Арктики
Для пятого этапа научного творчества М. Г. Гросвальда было характерно обращение к решению проблем ледниковой палеогидрологии, особенно к распространению и механизмам гидросферных катастроф, имевших как локальные, так и континентальные масштабы. При этом водные массы, участвовавшие в гидросферных катастрофах, М. Г. Гросвальд рассматривал не отдельно от оледенения, а вместе с ним, как жидкие компоненты единых ледниковых систем. Поэтому и в катастрофических ледниковых подвижках — сёрджах, и в дилювиальных потоках — мегафладах он начинал уже видеть две стороны одной и той же — эррупти́вной — деятельности горно-покровных оледенений и всего Арктического комплекса.
В предисловии научного редактора к «Евразийским гидросферным катастрофам и оледенению Арктики» русский гляциолог академик В. М. Котляко́в писал, что в этом новом исследовании М. Г. Гросвальда, вместе с оледенениями, грандиозные, дилювиальные, явления проявляются как новый, ранее не известный элемент «Земной системы», начинавший действовать в эпохи дегляциации. Без этого штриха — катастрофических потопов — картина глобальных изменений по́зднеледниковий оставалась неполной. Эти геофизические процессы недавнего геологического прошлого встанут в ряд с такими событиями ледниковых эпох, как внезапные повышения уровня океана, коллапсы ледниковых щитов, выбросы айсбергов и похолодания климата, которые «записаны» в изотопном составе льда Антарктиды и Гренландии. За эту монографию М. Г. Гросвальд был удостоен Премии имени А. А. Григорьева, присуждаемой Президиумом РАН за выдающиеся работы в области физической географии.

### Центробежная модель развития оледенения Северного полушария
Шестой этап научной биографии М. Г. Гросвальда начался на рубеже веков, когда, согласно дальнейшему развитию своей парадигмы, он пришёл к убеждению, что ледниковые покровы зарождались не на материка́х, и не в умеренных широтах, как считает сейчас большинство исследователей, а в центре Арктики, в океане. Именно отсюда, считал М. Г. Гросвальд, динамичные компоненты ледниковых покровов извергались на периферию океанов и на материковые окраины.

### Научное завещание М. Г. Гросвальда
Незадолго до своей кончи́ны М. Г. Гросвальд почти завершил свой новый и сейчас уже итоговый труд о ледниковых покровах Земли в эпоху последнего великого похолодания. Эту работу, уже после кончины Михаила Григорьевича, подготовили к изданию его родные, коллеги и ученики. В незавершенной, буквально прерванной на половине фразы, книге он продолжил разработку своей концепции, согласно которой последняя ледниковая система, существовавшая на территории Евра́зии почти 100 тысяч лет (между 110 и 8-10 тыс. лет назад), в периоды своего максима́льного развития представляла собой сплошной Еврази́йский покров. Он состоял из Скандинавского, Баренцево-Карского, Восточно-Сибирского, Берингийского и Охотского ледниковых щитов и объединявших их шельфовых ледников, которые простирались вплоть до Северного полюса и далее.
В одном из последних своих писем своему ученику и коллеге М. Г. Гросвальд писал: «Вчера вернулся в родной дом и прочитал твое письмо… Отношение к нашим взглядам Д. Тимофеева мне давно ясно, я помню, как он после моего доклада на Ученом совете по Великим потопам, когда я убедил всю аудиторию, не выступил, а сказал потом мне лично, что он не ВЕРИТ, и не поверит никогда! Это — его дело. В новом „Quaternary Research“ скоро будет статья Лёни Поляка и др. о покровных оледенениях причукотской части Аркти́ческого бассейна, я читал, это очень серьёзная работа, и уж очевидно, что на соседней суше все реки подпруживались… {NN} не следует горевать, потомки в XXI веке его заслуги оценят. Как и наши с тобой. А от современников признания ждать не приходится, многие из них приспособленцы, сиречь — предатели… Своему парню из Нижневартовска закажи (хоть от моего имени) по Сибирским ува́лам обзорную статью, которая сделает ясным, что это — величайшая в мире гляциодислокация… С приветом, МГ».
И еще: «Отважимся дать совет: ищите следы подпрудных озёр и йо́кульлаупов, ищите гигантскую рябь течения, и вы сможете решить многие из своих проблем. Дилювиа́льные образования развиты много шире, чем думают многие из нас, и чтобы их находить, недостает лишь одного — знания того, что именно надо искать. Первооткрыватель Мизульских „потопов“ Бретц тоже не догадывался о существовании гигантской ряби течения; потратив годы на изучение скэ́бленда, он нигде не заметил этих форм. Зато узнав о них от других, он кинулся в поле и обнаружил рябь течения, причем сразу в 40 местах».
И еще позже, после написания приведенных выше строк, при жизни Михаила Григорьевича, его грандиозная «Новая ледниковая теория» (в истинности которой, впрочем, он никогда не сомневался) стала находить новые серьёзные подтверждения.

«…Центр оледенения, как это и предполагали двести лет назад основатели ледниковой теории, (потом двести лет эти взгляды дружно опровергались) находился вблизи северного полюса. Масса ледника неуклонно нарастала за счет осадков, а единственно возможный выход льда из Северно-Ледовитого океана — в Атлантику, через глубоководный пролив Фрама, был на самом деле закрыт, забит подпиравшими с трех сторон ледниковыми щитами, в результате чего сообщение между Ледовитым океаном и Атлантическим прекратилось. Уровень мирового океана понижался — речь идет о десятках тысяч лет ледниковой эпохи, — а ледяной купол над Ледовитым океаном, который стал замкнутым морем — подледным озером, продолжал расти. Когда началось потепление климата, произошел хорошо изученный в меньших, частных масштабах коллапс ледникового щита. Купол его внезапно осел, как бы провалился вниз, выдавливая воду, подледное озеро-океан плеснуло из-под льда — выплеснулся примерно двухсотметровый слой воды со всего океана.
Единственное не обоснованное прямыми доказательствами предположение во всей книге (Гросвальд М. Г. Евразийские гидросферные катастрофы и оледенение Арктики. — М.: Научный мир, 1999. 120 с.) было, пожалуй, то, что глубоководный пролив Фра́ма между Ледовитым океаном и Атлантическим был всё-таки забит льдом и здесь образовалась пробка, окончательно разделившая два океана. Так это получалось по всей совокупности соображений… Месяц назад, в декабре прошлого года коллега Гросвальда привез ему в Москву оттиск не опубликованной еще, только подготовленной к печати статьи из журнала "Nature". Американские учёные с помощью тонкой научной аппаратуры исследовали на атомной подлодке подводный хребет Ломоносова, который делит на две части глубоководный бассейн Ледовитого океана. Они обнаружили на вершинах хребта на глубине около километра и меньше следы движения льда. Арктический ледяной щит опирался здесь своим основанием на подводные горы и двигался с запада на восток. В противоположную от пролива Фрама сторону! То есть о движении льда через этот пролив в сторону Атлантики не могло быть и речи. Ключевое предположение Гросвальда подтвердилось с достоверностью факта»! — Валентин Маслюков. Всемирный потоп на просторах России // «Московская правда».

Вот так, в популярной статье московского журналиста, было описано начало научного триумфа, торжество мысли талантливого ученого, базирующееся на тысячах фактах, опыте десятков лет тяжелейших и интереснейших экспедиций, а также на глубочайших, энциклопедических теоретических познаниях… Начало всеобщего признания «Новой ледниковой теории» профессора М. Г. Гросвальда. Начало, продолжение которого — в десятках лет новых исследований сотен специалистов самых различных специальностей и на суше, и на дне океанов, и на других планетах.

«Моя задача на ближайшую пару лет (дальше я принципиально не планирую) — написать книгу о великих оледенениях материков и океана…Хотелось бы, чтобы эта работа создала новый стандарт в палеогляциологии, положив конец тупиковым спорам о природе валунных суглинков, грядового рельефа или подводных трогов и подорвав слепую веру в непогрешимость датировок по 14С, OCL (optically stimulated luminescence) и в разные догмы, мешающие развитию ледниковой теории… Это свойство палеореконструкций — их внутренняя и внешняя увязанность, или consistency, непротиворечивость — для подлинного эксперта имеет наивысшее значение, и если её нет, то ничто такую реконструкцию не спасет — ни длинные списки датировок, ни авторитет маститых исполнителей…» — М. Г. Гросвальд. Полвека в поиске отзвуков великих оледенений. М.: Научный мир, 2004. С. 233.

М. Г. Гросвальд перевел на русский язык около десятка современных в данный момент книг по гляциологии и истории ледниковой теории («Тайны ледниковых эпох» Джона и Кэт Имбри, главы из известного учебника Р. Дж. Райса «Основы геоморфологии» с комментариями переводчиков, и др.). Как научный популяризатор науки он написал несколько книг в известной серии «Науки о Земле» (недоступная ссылка), принял участие в написании «Энциклопедии для детей. Том 3. География».
В качестве почетного члена Русского общества по изучению проблем Атлантиды М. Г. Гросвальд вместе с известным геофизиком А. М. Городницким и другим энтузиастами участвовал в ожесточенных и увлекательных дискуссиях о научных разрешениях этой удивительной загадки нашей истории и природы. Более 50 лет, до последних дней своей жизни, М. Г. Гросвальд работал в Институте географии РАН. Отсюда он отправлялся в десятки уникальных экспедиций, один лишь перечень которых вызывает у современников и последователей неподдельный восторг и уважение.
И задуманную свою, последнюю, книгу М. Г. Гросвальд написал. Почти до конца.

## Награды и звания
- орден Отечественной войны II степени (11.03.1985)
- Медаль «За боевые заслуги»
- Юбилейная медаль «За доблестный труд. В ознаменование 100-летия со дня рождения Владимира Ильича Ленина»
- Медаль «За оборону Москвы»
- Медаль «За победу над Германией в Великой Отечественной войне 1941—1945 гг.»
- Медаль «Ветеран труда»
- Медаль «За службу в Антарктике» (США)
- Заслуженный деятель науки Российской Федерации (30.11.2002)
- Почетный доктор Шведской академии наук
- Большая серебряная медаль К. Линнея Шведской академии наук

### Избранные работы
- Гросвальд М. Г. Развитие рельефа Саяно-Тувинского нагорья. — М.: Наука, 1965. 167 с.
- Гросвальд М. Г. Глубокое бурение льда ледниковых покровов Гренландии и Антарктиды // Антарктика. Доклады Комиссии, 1967. — М.: Наука, 1969. С. 108—113.
- Гросвальд М. Г., Лавров А. С., Потапенко Л. Н. Ледниковая стадия мархида-вельт: двойной сёрдж Баренцева ледникового щита? // Материалы гляциологических исследований, 1974. Вып 24. С. 173—188.
- Hughes T.J., Denton G.H., Grosswald M.G. Was there a late Wuerm Arctic Ice Sheet? // Nature, 1977. Vol. 266. P. 596—602.
- Гросвальд М. Г. Покровные ледники континентальных шельфов. — М.: Наука, 1983. 216 с.
- Гляциологический словарь / Ред. В. М. Котляков (соавторы Б. И. Втюрин, А. Н. Кренке, К. С. Лосев, и др.). — Л.: Гидрометеоиздат, 1984.527 с.
- Гросвальд М. Г., Глебова Л. Н. Субтропический Тибетский ледниковый покров (Последнее оледенение Центрально-Азиатского нагорья) // Изв. АН СССР. Сер. географ., 1988. № 2. С. 95-106.
- Гросвальд М. Г., Рудой А. Н. Четвертичные ледниково-подпрудные озера в горах Сибири // Изв. РАН. Серия географ., 1996. № 6. С. 112—126. (Grosswald M.G., Rudoy A.N. Quaternary Glacier-Dammed Lakes in the Mountains of Siberia // Polar Geography, 1996. Vol. 20. № 3. P. 180—198).
- Grosswald M.G. New Approach to the Ice Age Paleohydrology of Nothern Eurasia. — In: Palaeohydrology and Environmental Change. Wiley: Chichester, 1998. P. 199—214.
- Гросвальд М. Г. Евразийские гидросферные катастрофы и оледенение Арктики. — М.: Научный мир, 1999. 120 с.
- Гросвальд М. Г. Арктическая «белая дыра» и её роль в Земной системе ледниковых эпох // Изв. РАН. Сер. географ., 2001. № 6. С. 32-41.
- Гросвальд М. Г. Оледенение и вулканизм Саяно-Тувинского нагорья // Изв. РАН. Сер. географ., 2003. №.2.
- Гросвальд М. Г. Арктика в последний ледниковый максимум и в голоцене — океанские выбросы, материковые и морские льды, их движение и связь с климатом // Материалы гляциолологических исследования, 2004. N 96. С. 47-54.
- Гросвальд М. Г. Полвека в поиске отзвуков великих оледенений. — М. : Научный мир, 2004. 254 с.
- Материалы гляциологических исследований / Памяти Михаила Григорьевича Гросвальда. — М.: Институт географии РАН, 2007.
- Гросвальд М. Г. Оледенение Русского Севера и Северо-Востока в эпоху последнего великого похолодания // Материалы гляциологических исследований, 2009. Вып. 106. 152 с.